# Richard Vernon (député)
Pour les articles homonymes, voir Richard Vernon.
Richard Vernon (18 juin 1726 - 16 septembre 1800) est un éleveur et entraîneur de chevaux britannique et un homme politique qui siège à la Chambre des communes entre 1754 et 1790.

## Jeunesse

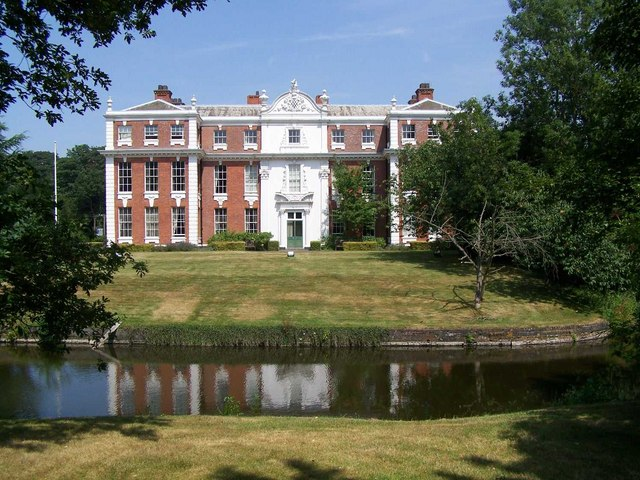
Hilton Park, Staffordshire - siège de la famille Vernon

Vernon est né le 18 juin 1726, fils aîné d'Henry Vernon, député, de Hilton Hall, Staffordshire. Il entreprend un Grand Tour à travers l'Italie et la France vers 1743.
Il rejoint l'armée et est enseigne dans les 1st Foot Guards en novembre 1744. En 1747, il est lieutenant et capitaine. En 1751, il est étroitement associé au duc de Bedford .
Vernon est l'un des membres originaux du Jockey Club. Dès le 4 juin 1751, le livre de paris de l'ancien White's Club enregistre un pari entre Lord March et le capitaine Richard Vernon, alias Fox alias Jubilee Dicky. Vernon est blackballé au club l'année suivante en raison de son amitié avec le duc de Bedford. Horace Walpole le décrit comme « un jeune homme très inoffensif et de bonne humeur, qui vit dans la plus grande intimité avec tous les jeunes hommes à la mode ». Quelque temps après, il déménage à Newmarket, où il conclut un partenariat de course avec Lord March, communément appelé comme Vieux Q. Thomas Holcroft, le dramaturge, travaille comme garçon d'écurie dans ses écuries pendant deux ans et demi et qualifie Vernon de « gentilhomme d'une notoriété aiguë sur le gazon ».

## Carrière politique
La carrière politique de Vernon se déroule sous le patronage du duc de Bedford et son bilan est une histoire de positions rentables et de votes stupides. Aux élections générales de 1754, Vernon échoue à Camelford, mais est élu lors d'une élection partielle le 10 décembre 1754 en tant que député de Tavistock. Le duc de Bedford est lord lieutenant d'Irlande et en 1757, Vernon devient son deuxième secrétaire.
Il épouse Lady Evelyn Fitzpatrick, veuve de John FitzPatrick (1er comte d'Upper Ossory) et fille de John Leveson-Gower (1er comte Gower) le 15 février 1759 et peu de temps après, en mai, il reçoit un poste de greffier des loyers quittes en Irlande. Il reçoit ensuite une pension de 500 £ par an en lieu et place du revenu de cette fonction. Vernon est élu après un scrutin sur la recommandation du duc à Bedford lors des élections générales de 1761. Il devient greffier du Drap vert en avril 1764 mais perd le poste en juillet 1765 et est réintégré en 1768. Il est réélu à Bedford après un autre scrutin en 1768. Cependant, en 1771, la ville émancipe un grand nombre d'hommes libres qui dépassent en nombre l'influence du duc et en 1774, Vernon est transféré au siège plus sûr de la famille Bedford à Okehampton. Il redevient greffier du Drap vert en 1779 et occupe ce poste jusqu'en mars 1782 après sa réélection aux élections générales de 1780.
La Chronique anglaise écrit de Vernon en 1781 : Il ne se distingue ni par sa splendeur ni par son manque de talents, mais avec une parfaite médiocrité de dotations intellectuelles, il jouit de sa place, élève ses chevaux, prépare des allumettes, ce qu'on dit qu'il fait avec plus d'habileté et de succès que n'importe quel homme sur le gazon, et donne un vote silencieux au ministre. En 1784, il passe à un siège sous le patronage de Gower à Newcastle sous Lyme. Il ne reçoit plus de poste et prend sa retraite aux élections générales de 1790 .

## Course de chevaux

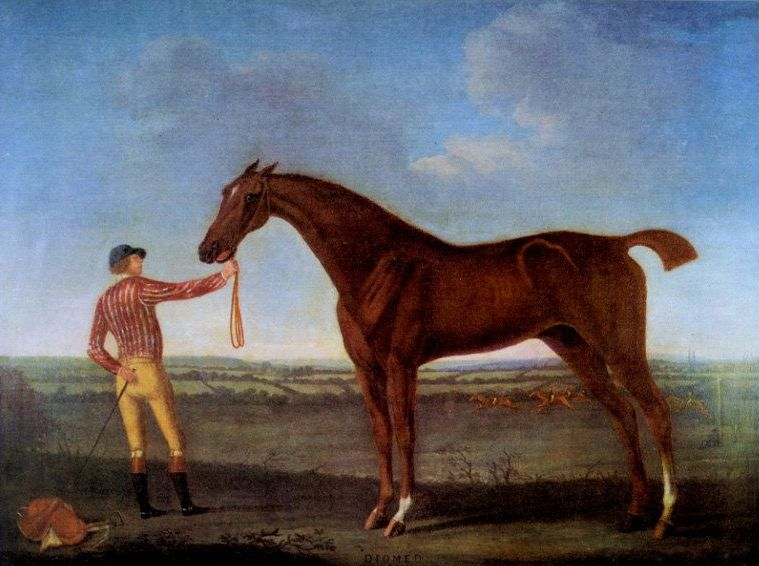
Diomède "la Merveille"

Vernon élève et possède un grand nombre de chevaux. Il les entraînent et est l'un de ceux qui commencent à courir des yearlings à Newmarket. En 1753, il remporte l'une des deux plaques du Jockey Club et, en 1768, remporte la première Jockey Club Challenge Cup avec son Marquis, fils du Godolphin Arabian. Lors de la première réunion de Craven, tenue en 1771, il remporte les enjeux avec Pantaloon contre un groupe de treize; et son "Fame" de trois ans arrive deuxième pour le premier Oaks le 14 mai 1779. Diomède, vainqueur du premier Derby vient de ses écuries. En 1787, il remporte les Oaks avec Annette (par Eclipse). Il possède Emigrant, vainqueur du July Stake en 1796. Il monte lui-même et participe à une course de gentleman-jockey à Newmarket en 1758.

## Dernières années
En pariant et en élevant des chevaux, Vernon aurait converti «un maigre patrimoine de trois mille livres en une fortune de cent mille» avant de quitter le terrain en tant que propriétaire . Le nom de Vernon est également noté dans les annales de l'horticulture comme l'introducteur du forçage des fruits. Ses pêches à Newmarket sont célèbres.
Vernon est décédé le 16 septembre 1800 . Sa fille Henrietta épouse George Greville (2e comte de Warwick) au domicile de son oncle le comte de Gower à Whitehall le 14 juillet 1776. Les traditions sportives de Vernon sont perpétuées par son neveu, Henry Hilton, dont le nom apparaît dans la première liste officielle du Jockey Club, publiée en 1835.

## Enfants
Vernon a au moins deux filles avec sa femme, Evelyn :
- Henriette Vernon
- Elizabeth Vernon (née le 11 octobre 1762) [2]